# Aphrodité-festő
 Az Aphrodité-festő az i. e. 4. század második felében Dél-Itáliában, Paestumban, vörösalakos technikával alkotó görög vázafestő volt. Pontos születési és halálozási dátuma nem ismert, és mivel nem szignálta alkotásait neve sem maradt ránk. 
Jelentős mester volt, 1967-ben előkerült számos vázája új fejezetet nyitott a paestumi vázafestészet kutatásában mivel bebizonyosodott, hogy az apuliai hatás a korábban véltnél hamarabb megjelent a paestumi vázafestészetben. Névadó vázája egy, a helyi régészeti múzeumban őrzött nagyméretű amfora. 
A festő feltételezhetően apuliai származású volt és ott is tanult, erre utal az ottani műhelyekre jellemző bonyolult virágmotívumok és másodlagos díszítőelemek használata valamint a képein esetenként megjelenő sziklák ábrázolása. Egyik vázája Aszteasz, a paestumi vázafestészet egyik legnagyobb alakjának késői vázáival együtt került elő a Gaudi-sírból, így kortársak lehettek. Munkássága az i. e. 4. század középső harmadában körülbelül i. e. 340 és 330 közé datálható.
Miután Paestumba költözött hamar átvette az Aszteasz-Püton műhely (Püton a paestumi vázafestészet másik kiemelkedő, név szerint is ismert alkotója volt) díszítésmódját és bár megtartotta az apuliai hagyományok egyes elemeit nemsokára 
- keretbe foglalta  képeit,
- helyi edényformákat (például nyakamfora, többrészes tetővel ellátott lebész gamikosz) kezdett festeni,
- fejeket festett a hüdriák fogói alá (apuliában szokatlan megoldás),
- és átvette a helyi drapériák rajtechnikáját valamint a másodlagos díszítőelemeket (például borostyánkoszorú a kratérek peremén, pontsor a ruhák szegélyét jelző vonalak mentén, és a gyümölcsök ábrázolását)[1]

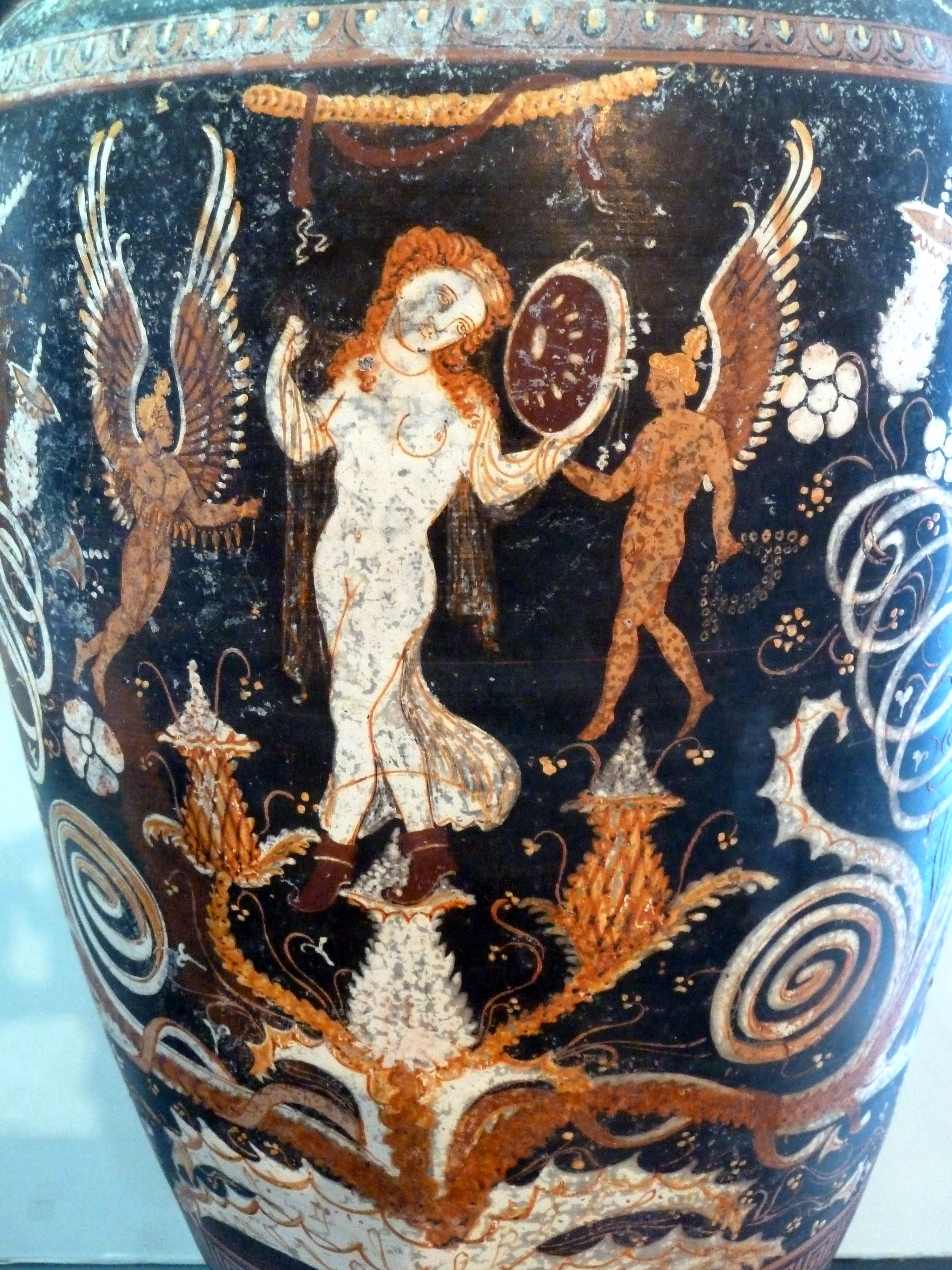
Névadó váza

Figuráinak hosszú, egyenes orrot rajzolt, ajkaik meglehetősen vastagok, hosszú hajuk göndör, felső szemhéjukat és szemöldöküket három vonallal jelezte. Férfialakjai térdét két vonallal jelenítette meg, a drapériák szélét egyszerű, biztos kézzel megrajzolt vonalakkal ábrázolta. Sok és díszes ékszer látható rajtuk, esetleg egy laza, fehér szalag a kezükön vagy a lábukon.
Névadó vázája az egyik legfigyelemreméltóbb Paestumban előkerült alkotás. Mindkét oldalán hozzáadott színeket is alkalmazott, így a Gnathia-vázákhoz hasonló polikróm hatást kelt. Az előoldalán látható kép, Aphrodité és az őt kísérő két Erósz népszerű ábrázolás volt az apuliai voluta-kratérek nyakán. A hátoldalon két sávban nők és férfiak láthatók. Az edény nyakrészére mindkét oldalon vörösalakos jelenet festett az egyik képen Hermész és egy nőalak jelenik meg, a másikon egy nőalak egy halom kövön ül. A váza testén levő képeket bonyolult virágmotívumok választják el, a tekeredő kacsok szintén az apuliai festészetre jellemzőek, főleg az i. e. 4. század második felében gyártott voluta-katérek nyakán. Ez az ábrázolásmód valószínűleg már túl merésznek számított a paestumi ízlésnek mivel nem ismert helyi párhuzama, bár a festő néhány másik vázáján meglehetősen bonyolult díszítőelemek jelennek meg. 
Egyik legérdekesebb ábrázolásán Oresztészt festette meg Delphiben. Jellegzetessége a képből jobbra kifutó Élektra, aki ritkán látható ilyen típusú jeleneten. Az alakokat feliratok azonosítják. Az Aphrodité-festő hüdriákat is festett díszítésük általában két-három figurából áll, ezen kívül számos kisebb méretű edény is köthető hozzá. 